# 馬胤孫
馬胤孫（？—953年8月17日），字慶先，五代十国后唐宰相，后晋、后汉、后周官员，棣州商河县人。
马胤孙为人懦弱愚昧，年轻时好學，喜歡模仿韓愈作文章。舉進士，後唐潞王李從珂為河中节度使時，招馬胤孫為觀察支使、觀察判官。李从珂被杨彦温所逐，罢归京师里第，马胤孙跟随他不离去。李从珂为京兆尹，改镇凤翔，马胤孙也一起跟随，担任观察判官。潞王将举兵造反，与将吏韩昭胤等商议已定，召来马胤孙告诉他：“现在，我奉命调任，需要路过京师洛阳，走哪里方便？”马胤孙回答说：“君主有命相召，不能等待。大王应该去京师参加先皇的葬礼，然后去太原的北都留守镇所，又有什么可犹豫的。大家给大王出的是极坏主意，可不能听从他们的意见。”諫阻潞王弒帝自立。大家都笑他不达时变，太迂阔。但是李从珂看重他的忠诚。李从珂起兵成功，即位为帝，以马胤孙为户部郎中、翰林学士、知制诰，赐金紫。次年，太常丞史在德，性格狂放不羁，上书诋毁朝廷内外的文武之士，请求曾遍进行考试，从而黜拙拔能。执政大臣和朝士们非常恼火，卢文纪及补阙刘涛、杨昭俭等都请求皇帝治他的罪。李从珂对马胤孙说：“朕刚刚临御天下，应该开启言路，如果朝士因为说话而获致罪名，还有谁敢说话呢？请你替朕起草诏书，宣示朕的意思。”于是下诏，大意说：“从前魏徵请求太宗皇帝奖赏皇甫德参，现在刘涛等人请求罢黜史在德，事情相同而评价两样，为什么相差这样远，在德的心情是要倾吐自己心里想说的话，怎能责备他呢。”马胤孙后来改中书舍人、礼部侍郎，带禁职。清泰三年三月十七日，李从珂任用翰林学士、礼部侍郎马胤孙为中书侍郎、同中书门下平章事，以馬胤孫為相。当时，冯道罢同州匡国军节度使，入朝拜司空。按唐朝末年的旧例，三公为加官，没有单独任命的，朝议轻率任命，制书公布，有人说“三公是正宰相，应当参与大政决策”；又说应该用授予册书的仪式任命。议论纷纷。宰相卢文纪说司空只是祭祀时扫除之职，冯道听说后，说：“司空扫除，也是职责，我没有顾忌。”马胤孙不能决断。既而知道不妥才作罢。刘昫罢相为仆射，性情刚直，被人嫉恨，于是这些人赞同右常侍孔昭序提议的行香次序，说：“常侍侍从之臣，行进时应该站在仆射之前。”奏疏上呈后，交给御史台定例。同光年间已来，李琪、卢质相继为仆射，卢质性情轻佻，不能保持师长风范体，所以孔昭序这样说。马胤孙也以众人不喜欢刘昫、冯道，想要稍稍抑制他们，于是交付御史台检索之前的成例，御史台官员说：“之前不见旧例，根据现在的南北班位，就是常侍在前。”当时是国家忌辰，官员行礼序列未定，马胤孙在御史台报告上批示：“既有援据，足可遵行，分别通告本官。”刘昫大怒，甩袖子退出。从此后每天责令御史台司定例，崔居俭对尚书省的同僚说：“按孔昭序的意见，整个朝廷都不通事理了。仆射是百官之长，中丞、大夫都得排在后面表示礼敬，常侍的地位在六部尚书之下，何况尚书仆射。前人担任散骑常侍多年，想当个六部侍郎，都如仰霄汉。孔昭序这个痴人，就是让人取笑他的。”众人听到崔居俭之言，议论稍息。文士嘲笑马胤孙代表政事堂批示里有“援据”二字。马胤孙性格谨慎懦弱，骤然登上相位，不熟悉朝廷旧事，不能专决，只是署名而已。中书办事往往凝滞不能畅达，又很少接待宾客。马胤孫臨事多不能決，「不开口以论议（即不討論國事），不开印以行事（即不理政務），不开门以延士大夫也（即不接見官員）」，時人稱「三不開宰相」。舉行贡举時，引進新人，作诗曰：“门生门下见门生。”
石敬瑭起兵太原，李从珂至河阳怀州，马胤孙留司在洛阳。赵德钧父子有异谋，官军的晋安寨危急，君臣无计可出。马胤孙自洛阳来朝行在，人们转告说：“马相此来，必有安危之策。”到达后，献绫布三百匹，没有可行性的建议。李从珂自杀，石敬瑭灭后唐，车驾入宫，实行大赦。中书侍郎、平章事马胤孙、枢密使房暠、宣徽使李专美、河中节度使韩昭胤等，虽然居于重要职位，不追求诡诈逢迎，一并予以除名，罢归田里。天福四年，李崧担任宰相，石敬瑭以后唐的大臣罢除官职后仍在东、西两京的都比较清贫困迫，便重新任用李专美为赞善大夫，任命韩昭胤为兵部尚书，马胤孙为太子宾客，房暠为右骁卫大将军，一同以此终官退休。李专美转任少卿，马胤孙得为太子詹事。后晋、后汉公卿以马胤孙好作文章，都乐意结交他。
马胤孙好名，学韩愈的文章，慕韩愈之为人，多斥佛家之说。罢归回乡，追感唐末帝李从珂平昔之遇，于是寄居长寿僧舍读佛书，试图寻求冥报。一年后，沉浸在佛经中，见到《华严经》《楞严经》，有文气哲理，于是及其赞赏，摘录其中的辞义，用在诗词里，取名为《法喜集》；又纂修诸经要言为《佛国记》，共数千字。时人讥诮他：“讨好清泰皇帝还不够，还来讨好佛祖。”有人嘲笑他：“马公生平以傅奕、韩愈为高识，为什么前倨而后恭，是佛祖讨好马公？还是马公讨好佛祖？”马裔孙笑而答道：“佛祖讨好我的地方多。”马胤孙开始为河中从事，因事赴京，住在逻店。其地有上逻神祠，夜间梦到神灵相召，待他优礼，给他两支笔，笔一大一小，醒来后感到很神奇。担任翰林学士，马胤孙以为是应了神笔之兆。后来知贡举，也认为是两支神笔应验。担任宰相时，堂吏进上两支笔，一看和之前梦到的大小一模一样。郭威即位，加授他为检校礼部尚书、太子宾客，分司在洛阳。每每闭关养素，只是吟诗著述。喜欢八分书，往来信件，都亲笔书写以炫墨迹。马胤孙临终之前，看见小白蛇攀附在庭中槐树上，一驱赶就不知去向，马胤孙想到贾谊的《鹏鸟赋》之文，作《槐虫赋》以表达自己的心意。广顺三年七月初六癸未日，在洛阳去世。诏赠太子少傅，辍视朝一日。死后十几天，有侍婢说话像马胤孙的口气，处理家事，很有条理。有人嘲笑他：“生不能言，死而后语”。

## 延伸阅读
[在维基数据编辑]
 《新五代史/卷55》，出自歐陽修《新五代史》